# Boscov's
Boscov's Inc. is een familiewarenhuis met vijftig vestigingen in Pennsylvania, New York, New Jersey, Delaware, Maryland, Ohio, Connecticut, West Virginia en Rhode Island. Zesentwintig van deze winkels bevinden zich in Pennsylvania. 
Het hoofdkantoor is gevestigd in Exeter Township, Pennsylvania, vlak bij Reading. De voorzitter van het bedrijf is Jim Boscov, die het bedrijf overnam nadat zijn oom Albert Boscov met pensioen ging.

## Geschiedenis
Solomon "Sol" Boscov was van Joodse afkomst. Hij emigreerde in 1911 vanuit Rusland naar Reading, Pennsylvania. Bij aankomst in de Verenigde Staten had hij $ 1,37 aan contanten bij zich. Hij werkte als handelsreiziger en startte met een handelswaar ter waarde van $ 8. Omdat hij Jiddisch sprak, kon hij converseren met mensen in Berks County die Pennsylvania Duits spraken. In 1914 opende Boscov de eerste Boscov's-winkel op de hoek van 9th Street en Pike Street in Reading. Een Pennsylvania Historical Marker ter nagedachtenis aan Solomon Boscov staat op de plek van de oorspronkelijke winkel.
Boscov's begon in de jaren 1960 uit te breiden in de buitenwijken van Reading. In november 1962 werd de Boscov's West-winkel in Sinking Spring geopend en in augustus 1965 werd de Boscov's North-winkel op het Reading Fairgrounds in Muhlenberg Township geopend. De Boscov's East-winkel langs de 9th Street in Reading werd in februari 1967 door brand verwoest en in november 1967 vervangen door een nieuwe Boscov's East-winkel in Exeter Township. De winkel van Boscov's West werd in november 1968 heropend. 
In 1968 had Boscov's vijf winkels, 2200 werknemers en een jaarlijkse omzet van ruim $ 50 miljoen. Solomon Boscov ging met pensioen en werd in 1960 opgevolgd door zijn zoon Albert "Albie" Boscov als hoofd van het bedrijf. De eerste vestiging van Boscov buiten Berks County werd in augustus 1972 geopend in het Lebanon Valley Mall in Lebanon, Pennsylvania. Boscov's kocht in 1980 Fowler, Dick en Walker, the Boston Store. Een van de laatste overgebleven warenhuizen van Wilkes-Barre in het centrum, het was Boscov's eerste winkel met meerdere verdiepingen. 
Boscov's opende in augustus 1982 zijn eerste vestiging buiten Pennsylvania in de Dover Mall in Dover, Delaware. Boscov's betrad de markt van Philadelphia voor het eerst eind jaren 1980 met de opening van Ports of the World-winkels. Deze winkels zouden halverwege de jaren 1990 worden omgedoopt tot Boscov's.
In 1983 huurde Boscov's het gebouw van het warenhuis Fowler's en opende het het jaar daarop in het centrum van Binghamton, New York.
In augustus 2002 opende Boscov's een winkel in het Berkshire Mall in Wyomissing, ter vervanging van een winkel in Strawbridge's. Als gevolg hiervan sloot de Boscov's West-winkel in Sinking Spring. 
In 2006 ging Albert Boscov, de zoon van Solomon Boscov, met pensioen en werd zijn neef Kenneth Lakin voorzitter en CEO. Lakin leidde een agressieve uitbreiding van de keten en opende tien nieuwe winkels tegen 2008. Boscov's had deze locaties overgenomen van Federated Department Stores na de fusie met The May Department Stores Company. De nieuwe winkels werden geopend vlak voor de economische crisis van 2008 en in augustus 2008 vroeg Boscov's faillissement aan. Albert Boscov kwam terug uit zijn pensioen en kreeg weer de controle over het bedrijf. Als onderdeel van het faillissement werden tien winkels gesloten, waarvan er twee weer werden geopend. Het bedrijf kwam in september 2009 uit het faillissement. 
| Staat         | Aantal locaties |
| ------------- | --------------- |
| Connecticut   | 2               |
| Delaware      | 3               |
| Maryland      | 4               |
| New Jersey    | 8               |
| New York      | 4               |
| Ohio          | 2               |
| Pennsylvania  | 26              |
| Rhode Island  | 1               |
| West Virginia | 1               |

Albert Boscov overleed op 10 februari 2017 op zevenentachtigjarige leeftijd aan alvleesklierkanker. Daarna nam zijn neef, Jim Boscov, de leiding over.
Door het aanhoudende succes van Boscov wordt het bedrijf gezien als een buitenbeentje, omdat veel warenhuizen zich in zekere mate terugtrokken van fysieke winkelformules. Boscov's realiseerde in 2017 een recordomzet van $ 1,2 miljard. Sinds 2009 blijft de keten groeien en in oktober 2018 werd de 47e winkel in Milford, Connecticut, geopend. Boscov's is van plan om jaarlijks één winkel te blijven openen en heeft geïnvesteerd in oudere winkels door ze te renoveren.  Boscov heeft plannen aangekondigd om in 2019 een winkel te openen in het winkelcentrum Providence Place in Providence, Rhode Island. De winkel werd geopend op 26 september 2019.
In 2020 kondigde Boscov's plannen aan om een winkel te openen in de Eastwood Mall in Niles, Ohio. De winkel werd geopend op 7 oktober 2021, een jaar later dan verwacht vanwege de COVID-19-pandemie. In 2023 kondigde Boscov's aan dat er later in het jaar een winkel zou worden geopend in de Meadowbrook Mall in Bridgeport, West Virginia ; dit zou de vijftigste winkel van Boscov's zijn en de eerste vestiging in die staat. De 50e winkel in West Virginia werd geopend op 7 oktober 2023. 

## Liefdadigheid
In de jaren 1970 lanceerde Boscov's het programma 'Friends Helping Friends', een jaarlijks fondsenwervend evenement dat jaarlijks ongeveer een miljoen dollar opbrengt voor non-profitorganisaties. 

### Jazzfestival
Boscov's sponsort het jaarlijkse "Boscov's Berks Jazz Fest", dat 35.000 tot 40.000 mensen naar de regio Reading trekt. 

### Thanksgiving Day Parade
Toen Gimbels in 1986 failliet ging, namen WPVI-TV en Boscov's de sponsoring van de Philadelphia Thanksgiving Day Parade over. Boscov bleef tot 2007 mede-sponsor.

## Trivia
Het Boscov's in Camp Hill, Pennsylvania, werd gebruikt om het fictieve warenhuis Illustra te verbeelden in de film Mannequin uit 1987.
Boscov's wordt genoemd in de aflevering Kimmy Steps on a Crack! van seizoen 3. van de Netflix -comedyserie Unbreakable Kimmy Schmidt.
Het wordt ook genoemd in NBC's The Office, Seizoen 5, Aflevering 25, "Casual Friday".